# 早吸日女神社

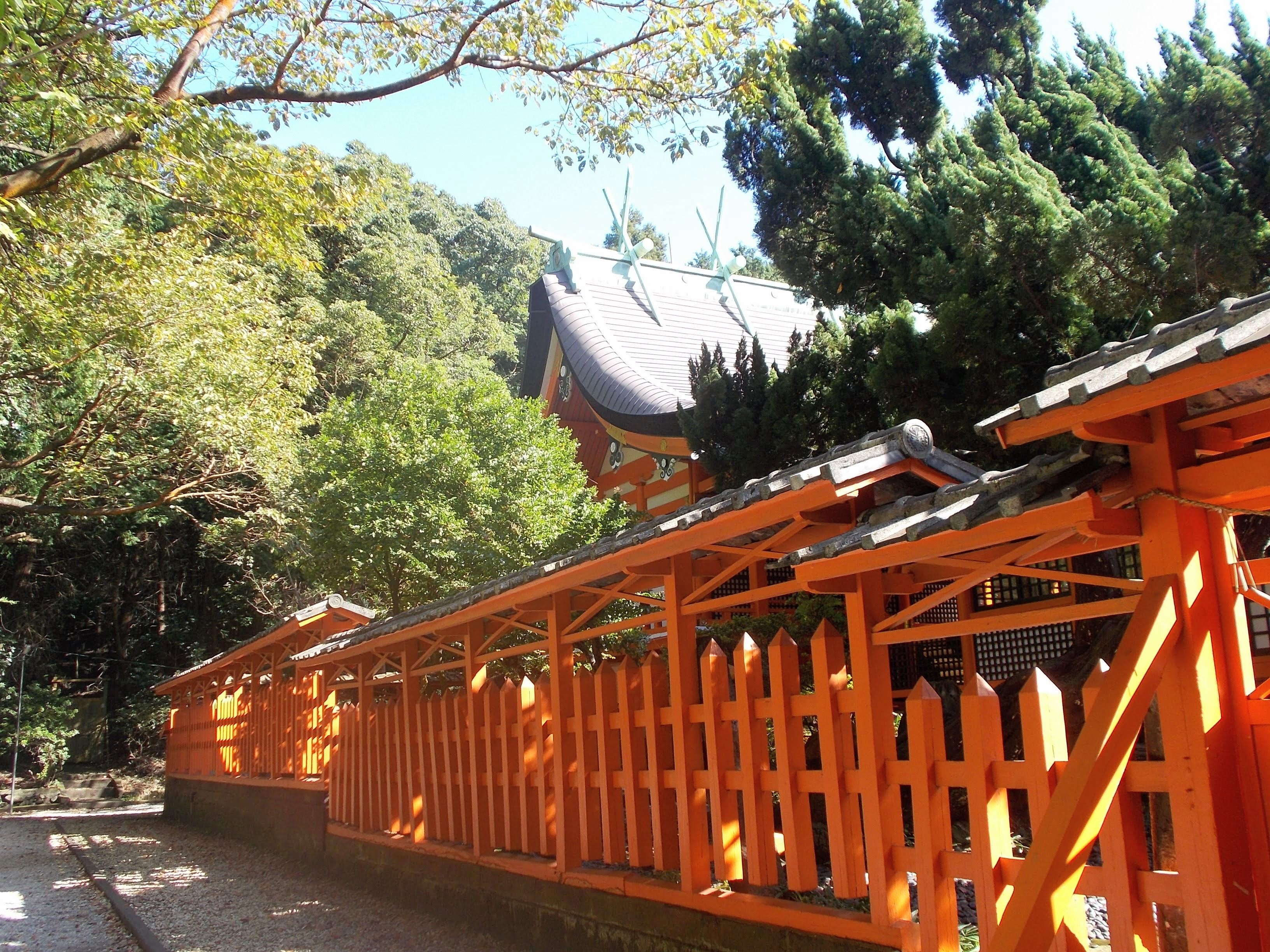
本殿

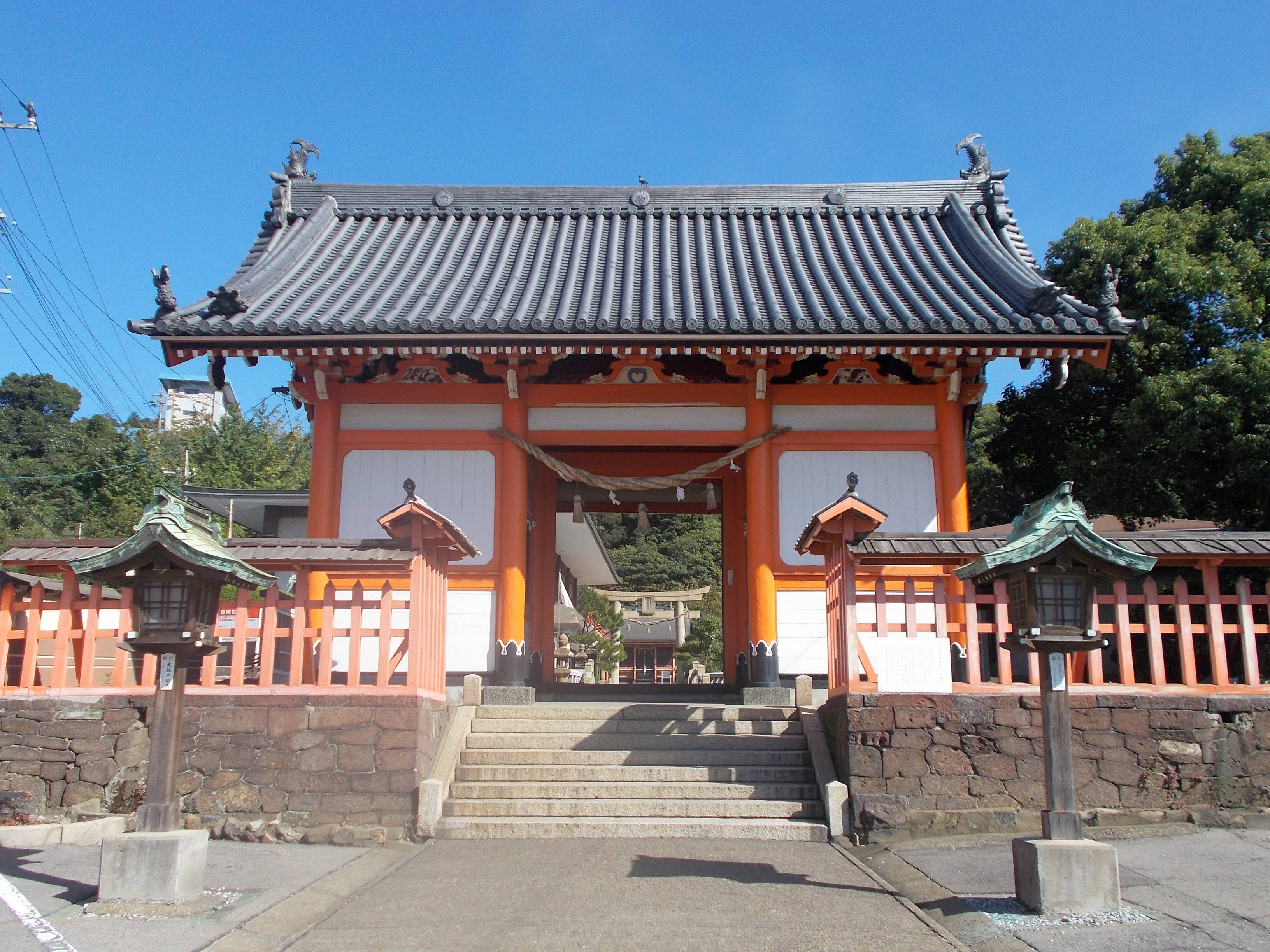
総門

早吸日女神社（はやすいひめじんじゃ、はやすひめじんじゃ、速吸日女神社とも表記）は、大分県大分市にある神社。式内社で、旧社格は県社。別称、関の権現様。
八十枉津日神（やそまがつひのかみ）、大直日神（おおなほびのかみ）、住吉三神（底筒男神（そこつつおのかみ）、中筒男神（なかつつのおのかみ）、表筒男神（うはつつのおのかみ））、大地海原諸神（おほとこうなはらもろもろのかみ）を祀る。

## 概要
神社の縁起によれば、紀元前667年に、神日本磐余彦尊（かむやまといわれひこのみこと、後の神武天皇）が東征の途中で速吸の瀬戸（豊予海峡）を通りかかった折りに、海女の姉妹の黒砂（いさご）・真砂（まさご）の二神が、潮の流れを静めるために海底から大蛸が護っていた神剣を取り上げて神日本磐余彦尊に奉献したところ、神日本磐余彦尊自らがこの剣を御神体として、祓戸（はらへど）の神（速吸日女）を奉り、建国を請願したのが始まりであるとされる。
その後、大宝元年（701年）に現在の場所に遷座。慶長5年（1600年）には戦火によって社殿を焼失したが、熊本藩の所領となり、慶長7年（1602年）に加藤清正によって再建され、その後も歴代熊本藩主細川氏によって造営された。2004年3月には、本殿、総門、社家が大分県の有形文化財に指定されている。
長い間神剣を守護していたタコは神社の眷族とされており、仕える神職は一切口にしない。現在でも参拝者の心願成就を書き入れたタコの絵を奉納し「タコ絶ち祈願」が行われている。
毎年、5月上旬ふじ祭りが行われ、7月には大祭（夏祭り）が行われる。大祭では、山車や神輿が町内を回る。
拝殿の屋根はこの地方独特の瓦技法を伝える屋根で、浦島太郎や三重塔などのユニークな瓦が乗っている。

## 文化財
- 大分県指定有形文化財
  - 早吸日女神社本殿（2004年3月31日指定）
  - 早吸日女神社総門（2004年3月31日指定）
  - 早吸日女神社社家（小野家住宅）（2004年3月31日指定）